# MOMus – Museum für Moderne Kunst – Sammlung Costakis

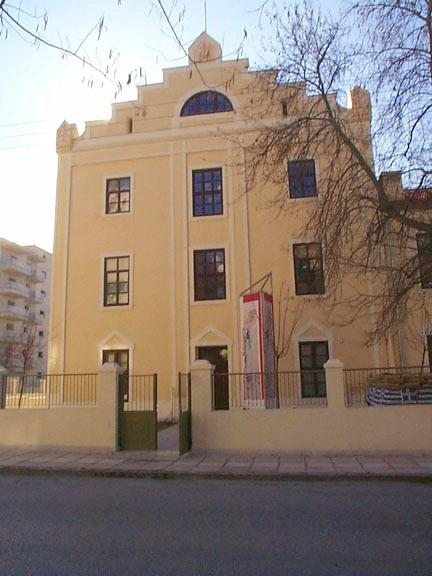

Das MOMus – Museum für Moderne Kunst – Sammlung Costakis (vormals Staatliche Museum für Zeitgenössische Kunst (neugriechisch Κρατικό Μουσείο Σύγχρονης Τέχνης (ΚΜΣΤ) Kratiko Mousio Synchronis Technis (KMST), englisch State Museum of Contemporary Art (SMCA))) ist ein Kunstmuseum in Thessaloniki.

## Geschichte
Bereits vor der Gründung (1997) gab es das Macedonian Museum of Contemporary Art, das auf die Initiative von Alexander Iolas zurückgeht, sowie die Städtische Kunstgalerie Thessaloniki.
Hintergrund der Neugründung war der Ankauf der Sammlung Costakis durch den griechischen Staat und Veranstaltungen zur Kulturstadt Europas 1997.

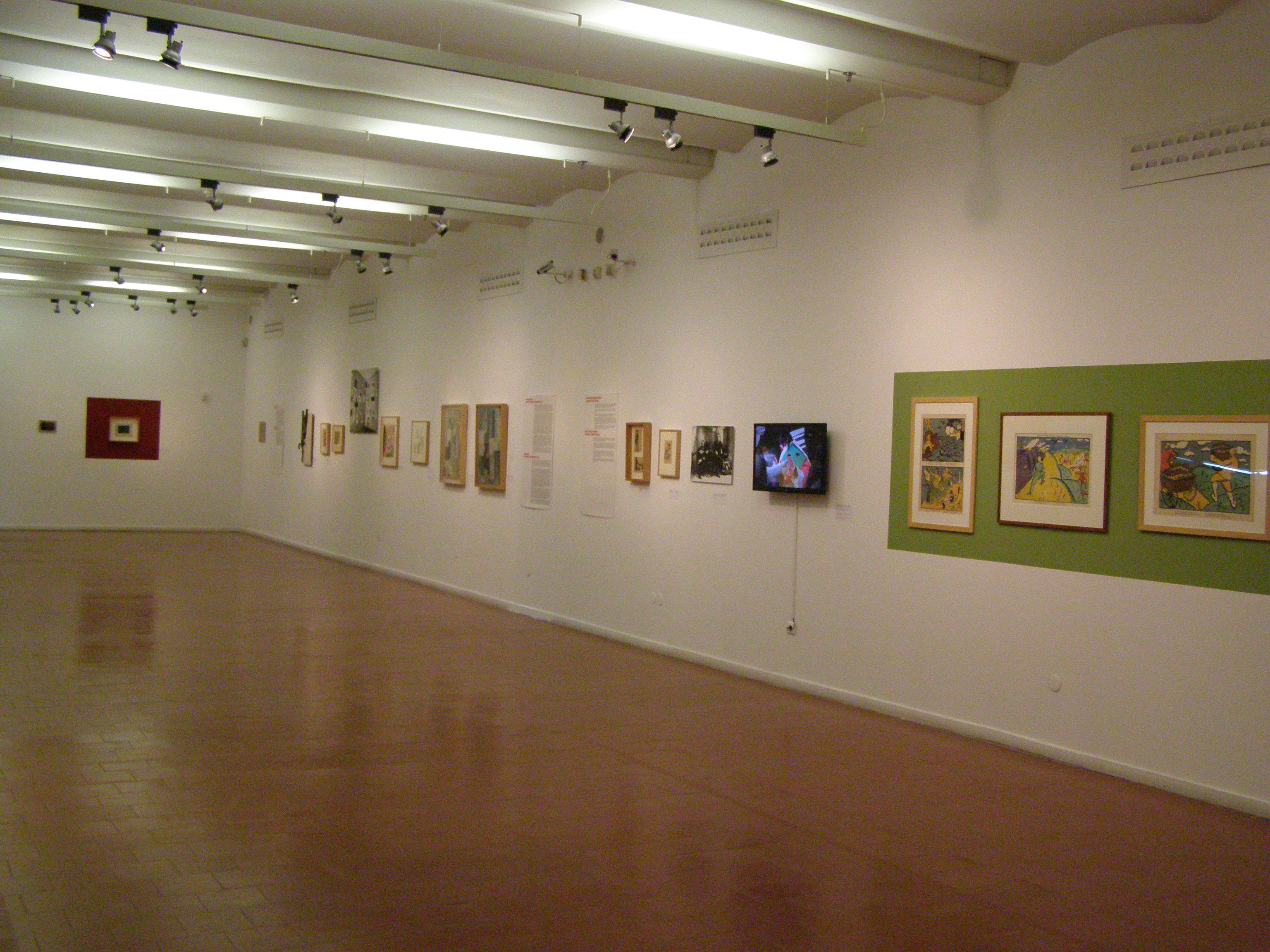

Zeitweise betreute das Museum auch das Thessaloniki Design Museum, das über keine festen Ausstellungsräume verfügt. Seit 2007 beteiligt sich das Museum an der Thessaloniki Biennale of Contemporary Art.
2013 wurde die Zusammenlegung mit dem Macedonian Museum of Contemporary Art beschlossen. Die Photographie-Sammlungen beider Museen werden gleichzeitig in ein neues Foto-Museum ausgegliedert.

## Sammlung
Der Grundstock des Museums sind 1275 Werke aus dem Besitz von George Costakis. Diese Sammlung gilt als eine der bedeutendsten der Russischen Avantgarde. Einige Künstler sind Kasimir Malewitsch, Wassily Kandinsky, Alexander Rodschenko, Ljubow Popowa und Wladimir Tatlin.
Weiterhin sind auch Werke international bekannter griechischer Künstler zu sehen wie Joannis Avramidis, Stilianos Antonakos und Cris Gianakos.

## Ausstellungen
- 2004–2005 war die Wanderausstellung „Licht und Farbe der russischen Avantgarde: Die Sammlung Costakis“ im Martin-Gropius-Bau (Berlin) und im Museum Moderner Kunst Stiftung Ludwig (Wien) zu sehen, die aus Werken des SMCA zusammengestellt und von dem Museumsdirektor Miltiades Papanikolaou kuratiert wurde.
- 2017 wurde die Ausstellung „Art Without Death: Russischer Kosmismus“ im Haus der Kulturen der Welt (Berlin) mit einer Auswahl von Werken des SMCA gezeigt.[2]

## Lage
Das SMCA ist zurzeit im ehemaligen Lazaristen-Kloster in Stavroupoli untergebracht, aus Platzproblemen ist jedoch mittelfristig ein Umzug geplant. Am Hafen besteht eine Dependance, das „Warenhaus B1“.